# Pray Away
Pray Away (Pray Away: Reza y dejarás de ser gay en España y Pray Away: La cruz dentro del clóset en Hispanoamérica) es una película documental estadounidense de 2021, producido y dirigido por Kristine Stolakis. Sigue a los sobrevivientes de la terapia de reorientación sexual y exlíderes. Jason Blum y Ryan Murphy se desempeñan como productores ejecutivos.
Tuvo su estreno mundial en el Festival de Cine de Tribeca el 16 de junio de 2021. Fue lanzado el 3 de agosto de 2021 por Netflix.

## Sinopsis
La película sigue a sobrevivientes y exlíderes de la terapia de reorientación sexual, mientras algunos líderes lidian con sus acciones contra otros, mientras que otros salen a la luz.

## Lanzamiento
Tuvo su estreno mundial en el Festival de Cine de Tribeca el 16 de junio de 2021. Netflix adquirió los derechos de distribución de la película. También se proyectó en AFI Docs el 24 de junio de 2021. Anteriormente, se proyectó en el Festival de Cine de Tribeca en abril de 2020 y en el Festival de Cine de Telluride antes de sus cancelaciones. Fue lanzado el 3 de agosto de 2021 por Netflix.

## Recepción crítica
En el sitio web del agregador de reseñas Rotten Tomatoes, Pray Away tiene una calificación de aprobación del 94% basada en 36 reseñas, con una calificación promedio de 8.40/10. El consenso de los críticos del sitio dice: "Pray Away presenta una imagen compasiva del daño causado por la llamada terapia de conversión, tanto en sus sujetos como en sus proponentes". En Metacritic, la película tiene un promedio ponderado de 71 sobre 100 basado en 6 críticos, lo que indica "críticas generalmente favorables".
 